# Phaeoptyx
Phaeoptyx – rodzaj ryb z rodziny apogonowatych.

## Klasyfikacja
Gatunki zaliczane do tego rodzaju:
- Phaeoptyx conklini
- Phaeoptyx pigmentaria
- Phaeoptyx xenus